# لاورن کاکس
لاوِرن کاکس (به انگلیسی: Laverne Cox) بازیگر، تهیه‌کننده، فعال حقوق جامعه ال جی بی تی و شخصیت تلویزیونی اهل ایالات متحده آمریکاست که بیشتر برای بازی در مجموعه تلویزیونی نارنجی همان سیاه است شناخته می‌شود.او یک زن ترنس است.
او نخستین فرد آشکارا تراجنسیتی است که تصویرش بر روی جلد مجله تایم قرار گرفته‌است.
از فیلم‌ها یا برنامه‌های تلویزیونی که وی در آن نقش داشته‌است می‌توان به شوک، نمایش عجیب و غریب و جعل آنا اشاره کرد.

## زندگی‌نامه
لاورن کاکس در موبیل، آلاباما به دنیا آمد. او دانش‌آموخته مدرسه هنرهای زیبای آلاباما و دانشکده مری‌مانت منهتن نیویورک است. او برادری دوقلو دارد که در نارنجی همان سیاه است نقش او را پیش از مراحل تغییر بازی کرده‌است.
کاکس در نوامبر ۲۰۱۳ به انتخاب خوانندگان مجله اوت در فهرست ۱۰۰ فرد تأثیرگذار سال آن مجله قرار گرفت. او همچنین در آوریل ۲۰۱۴ جایزه رسانه‌ای گلد را برای تلاش‌هایش در ارتباط با جامعه تراجنسیتی‌ها دریافت نمود.